# بزین (شیراز)
بزین (شیراز)، شهرستانی از توابع بخش مرکزی شهرستان شیراز در استان فارس ایران است.

## جمعیت
این روستا در دهستان دراک قرار دارد و براساس سرشماری مرکز آمار ایران در سال ۱۳۸۵، جمعیت آن ۶٬۸۱۲ نفر (۱٬۷۰۰خانوار) بوده‌است.